# Koki Saito
Pour les articles homonymes, voir Saito.
Koki Saito (斉藤 光毅, Saitō Kōki), né le 10 août 2001 à Tokyo au Japon, est un footballeur japonais qui joue au poste d'attaquant au Lommel SK.

## Biographie

### En club
Koki Saito commence sa carrière professionnelle au Yokohama FC, qui évolue en J. League 2. Il joue son premier match le 21 juillet 2018, face au FC Gifu. Il entre en jeu en cours de partie lors de cette rencontre remportée par son équipe (3-0). Il devient alors le plus jeune joueur de l'histoire du club à jouer un match, à seulement 16 ans, 11 mois et 11 jours. Il bat aussi ce jour-là un autre record, la plus grande différence d'âge entre deux joueurs participant à un même match avec son coéquipier Kazuyoshi Miura, de 35 ans son aîné.
Par la suite, le club est promu en J. League 1, l'élite du football japonais. Lors de la saison 2020, il inscrit trois buts dans le championnat du Japon.
Le 20 janvier 2021, Koki Saito rejoint le Lommel SK, club de deuxième division belge.
Le 25 juin 2022, Koki Saito est prêté au Sparta Rotterdam pour une saison.
Le 5 juin 2023, le prêt de Saito au Sparta Rotterdam est prolongé d'une saison supplémentaire.
Le 13 août 2024, Koki Saito rejoint les Queens Park Rangers sous la forme d'un prêt d'une saison.

### En équipe nationale
Avec les moins de 16 ans, il se met en évidence en étant l'auteur d'un doublé face au Danemark, en avril 2017.
Avec les moins de 17 ans, il inscrit deux buts en août 2017, lors de matchs amicaux contre la Hongrie et les États-Unis. Par la suite, en février 2018, il officie comme capitaine lors d'un match amical contre la Russie.
Avec les moins de 19 ans, il participe au championnat d'Asie des moins de 19 ans en 2018. Lors de cette compétition organisée en Indonésie, il joue cinq matchs. Il se met en évidence lors de la phase de poule, en inscrivant trois buts et en délivrant deux passes décisives. Le Japon s'incline en demi-finale face à l'Arabie saoudite.
Koki Saito est ensuite sélectionné avec l'équipe du Japon des moins de 20 ans. Il se met en évidence dès sa première sélection dans cette catégorie, en inscrivant un but face à la Pologne, le 21 mars 2019. Il ne peut toutefois pas empêcher la défaite de son équipe sur le lourd score de 4-1. Il participe ensuite quelques semaines plus tard à la Coupe du monde des moins de 20 ans. Lors du mondial junior organisé en Pologne, il joue trois matchs. Le Japon s'incline en huitièmes de finale face à la Corée du Sud.